# Bellerive Oval
Pour les articles homonymes, voir Bellerive.
Le Bellerive Oval est un stade situé à Hobart, en Australie.
Il est utilisé pour le football australien et le cricket. C'est le terrain de l'équipe de cricket de Tasmanie, les Tasmanian Tigers.
Il est utilisé pour les rencontres internationales de l'équipe d'Australie de cricket depuis 1970. Le premier test joué au Bellerive Oval débuta le 11 décembre 1989 et opposa l'Australie à l'équipe du Sri Lanka.
Le Bellerive Oval a une capacité de 16 200 places.

## Évènements
- Coupe du monde de cricket de 1992
- Coupe du monde de cricket de 2015